# John Campbell (4. hrabia Loudoun)

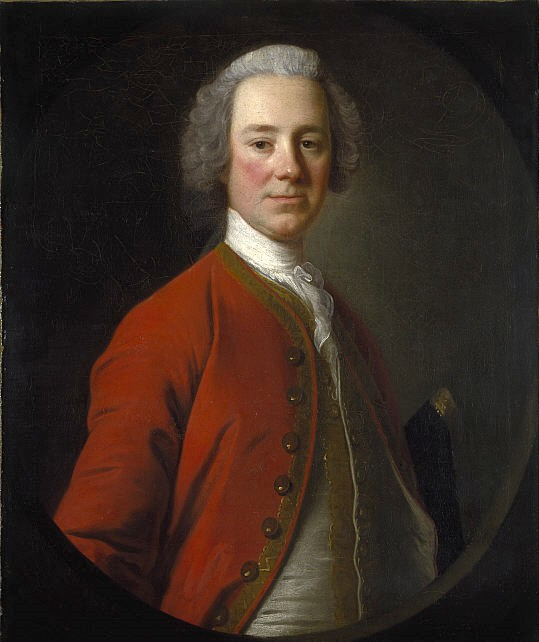
John Campbell, 4. hrabia Loudoun

John Campbell (ur. 5 maja 1705, zm. 27 kwietnia 1782) – szkocki arystokrata i dowódca wojskowy, 4. hrabia Loudoun.
Pomagał tłumić powstanie szkockie zorganizowane przez jakobitów. Sam dowodził stworzonym przez siebie regimentem. W 1756 był przez pewien czas naczelnym dowódcą sił brytyjskich w Ameryce.
W latach 1736–1737 był wielkim mistrzem loży angielskiej.